# Blutkrieg
Blutkrieg (erschienen 2007) ist ein historisch-phantastischer Roman von Wolfgang Hohlbein und ein Band der Chronik der Unsterblichen, welcher zwischen Band 8 und 9 angesiedelt ist. Die in diesem Band angesammelten fünf Geschichten um zwei Vampyre spielen an mehreren Schauplätzen im hohen Norden Europas des 15. Jahrhunderts.

## Einzelgeschichten
Das Buch Blutkrieg enthält mehrere Einzelgeschichten:
- Blutkrieg 01 – Die Schwarze Gischt
- Blutkrieg 02 – Odins Raben
- Blutkrieg 03 – Im Geisterhaus
- Blutkrieg 04 – Wolfsdämmerung
- Blutkrieg 05 – Der Hexenfelsen

### Roman
- Wolfgang Hohlbein: Blutkrieg. VGS Verlagsgesellschaft, Köln 2007, ISBN 3-8025-3624-X.

### Hörbücher
- Die Chronik der Unsterblichen – Teil 8½: Blutkrieg, gesprochen von Wolfgang Hohlbein (aufgeteilt in die fünf Einzelgeschichten).